# 斯特凡·斯考马尔
斯特凡·斯考马尔（捷克語：Stefan Skoumal，1909年11月29日—1983年11月28日），奥地利、德国男子足球运动员，场上位置是中场。他曾代表德国国家队参加1938年国际足联世界杯，结果止步十六强。